# Třída Alta
Třída Alta je třída pobřežních minolovek norského královského námořnictva. Celkem bylo postaveno pět jednotek této třídy. Pouze mírně se od nich odlišují plavidla pro vyhledávání min příbuzné třídy Oksøy (MHC – minehunter coastal).

## Stavba
Pětice minolovek této třídy byla objednána u norské loděnice Kvaerner ve městě Mandal. Do služby byly přijaty v letech 1996–1997.
Jednotky třídy Alta:
| Jméno         | Spuštěna | Vstup do služby   | Status                                                     |
| ------------- | -------- | ----------------- | ---------------------------------------------------------- |
| Alta (M350)   |          | 12. ledna 1996    | aktivní                                                    |
| Otra (M351)   |          | 8. listopadu 1996 | aktivní                                                    |
| Rauma (M352)  |          | 2. prosince 1996  | aktivní                                                    |
| Orkla (M353)  |          |                   | 19. listopadu 2001 byla u norského pobřeží zničena požárem |
| Glomma (M354) |          | 1. července 1997  | aktivní                                                    |

## Konstrukce

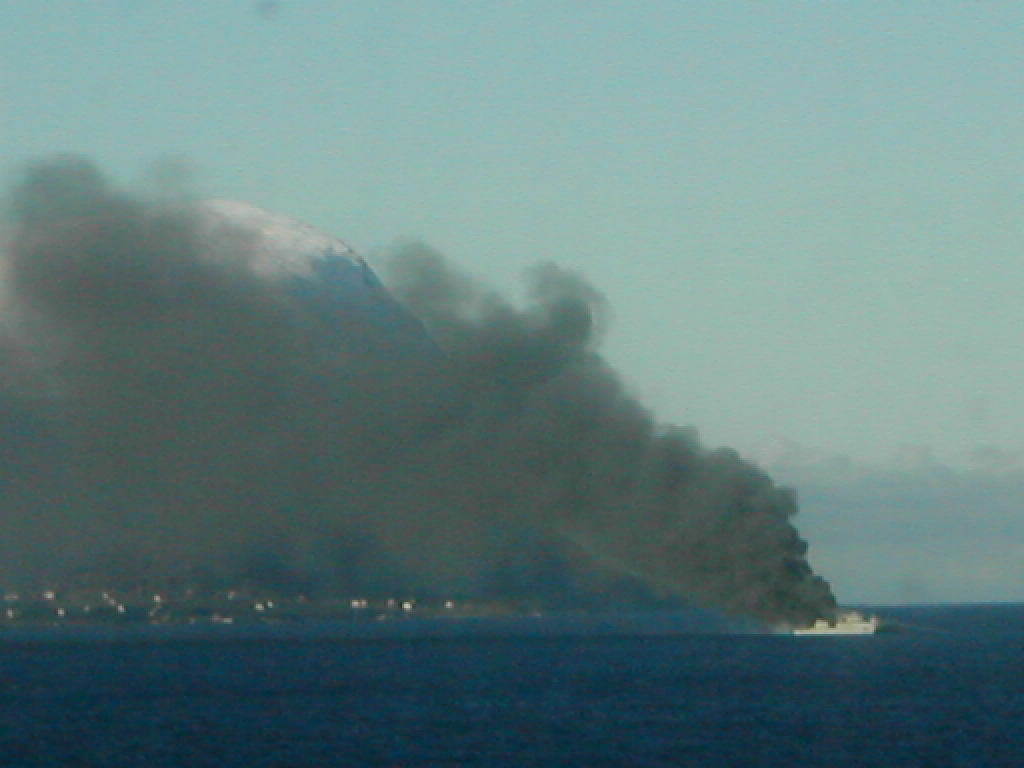
Hořící minolovka Orkla (M353)

Plavidla mají koncepci katamaranů pohybujících se na vzduchovém polštáři s využitím tzv. přízemního efetu. Díky tomu dosahují vysokých rychlostí, což jim umožňuje rychlý přesun do oblasti určení. Postavena jsou z plastového sendviče vyztuženého skelným vláknem. Jsou vybavena dvěma navigačními radary Decca RN 88. K vyhledávání min slouží trupový sonar SA 950. Sonar pozná jak miny ukotvené, tak ležící na mořském dně. Pro ničení min slouží konvenční mechanické odminovací zařízení Oropesa, akustické odminovací zařízení Agate a magnetické odminovací zařízení Ema.
Hlavňovou výzbroj tvoří dva 20mm kanóny Rheinmetall a dva 12,7mm kulomety. K obraně proti napadení ze vzduchu slouží šestinásobný protiletadlový raketový komplet Sadral pro střely Mistral. Pohonný systém tvoří dva diesely MTU 12V 396 TE84, každý o výkonu 2760 kW, pohánějící dva lodní šrouby. Jemné manévrování umožňují dvě vodní trysky Kvaerner Eureka. Nejvyšší rychlost dosahuje 20 uzlů.